# Casal Català de Londres
Casal Català de Londres o Catalans UK és un casal català fundat el 1940 a Londres per Carles Pi i Sunyer, Josep Trueta, Arcadi Sala i Planell, Jaume Elías i Cornet, Pere Gabarró i Garcia i altres exiliats catalans. Sovint fou la seu del Consell Nacional Català i el 1946 inicià emissions en català a la BBC fins al 1956, dirigides per Josep Manyé i Vendrell. Edita la revista Senyera, i en ella hi col·laboraren, entre d'altres, Josep Maria Batista i Roca, Gaspar Alcoverro, Ramon Parera, Fermí Vergès, Domènec Perramon, l'heroi de guerra Carles Busquet i Morant.
Fou un lloc de visita obligatòria per a tots els estudiants i exiliats catalans a la Gran Bretanya i donà suport les activitats de l'Anglo-Catalan Society. Va absorbir l'Agrupació Nacionalista Catalana a la Gran Bretanya.